# Therapeutische elastische kous

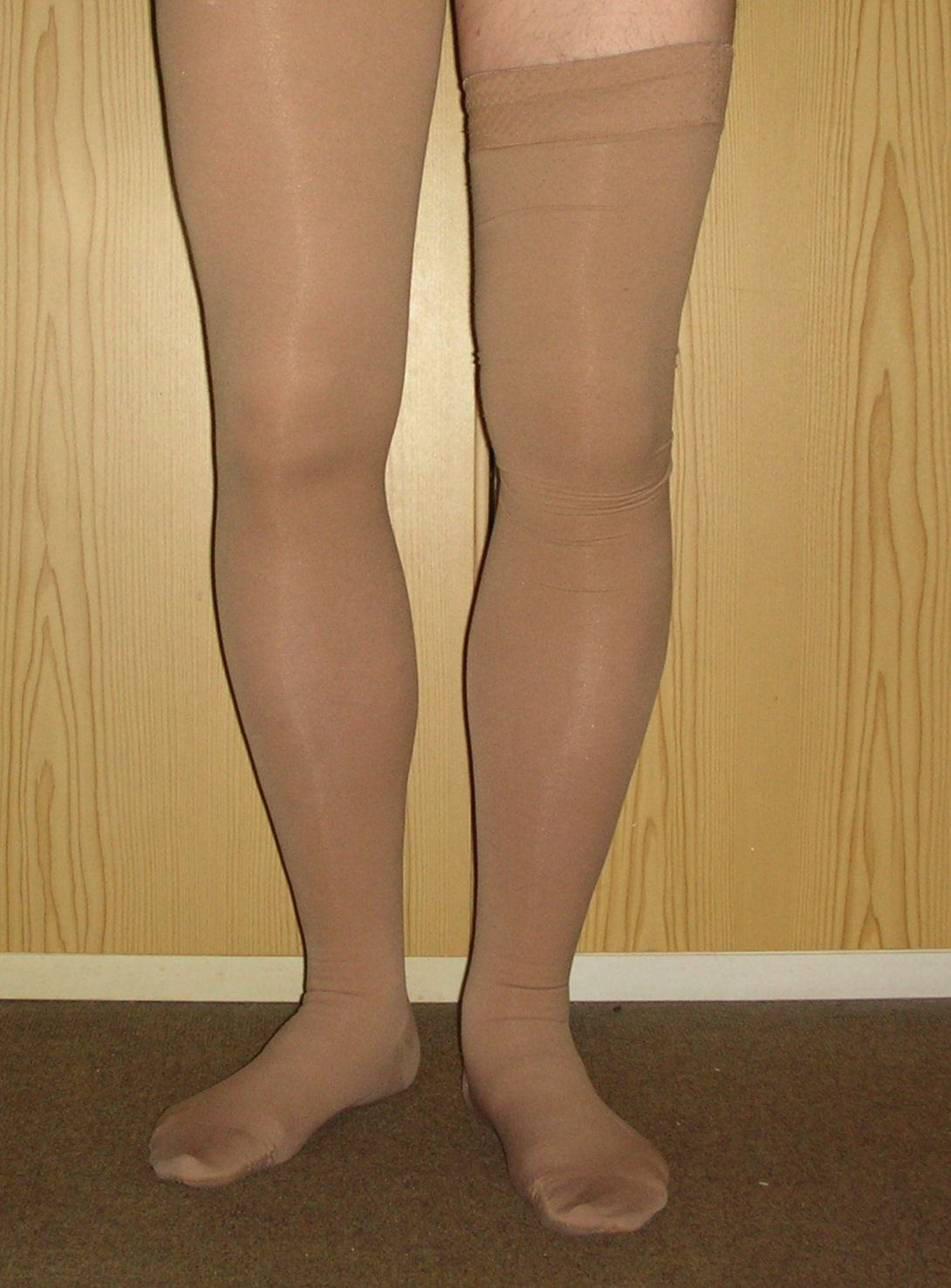
Steunkousen

Therapeutische elastische kousen (TEK), oftewel medische compressiekousen, vaak steunkousen genoemd, zijn kousen die bedoeld zijn om extra druk te geven aan een ledemaat (arm of been), meestal om de ophoping van vocht, oedeem, tegen te gaan. Door de extra druk verplaatst het vocht zich deels van intercellulair (tussen de cellen) naar intravasaal (in bloedvat of lymfevat). Ook de afvoer van vocht door de bloedvaten verbetert.
Enkele ziektebeelden waarbij het dragen van een elastische kous nuttig of nodig is: eigenlijk elke vorm van oedeem, veneuze insufficiëntie (ook zonder oedeem), na een diepveneuze trombose of wondroos. Bij lang staan, zwangerschap of een lange vliegreis worden soms elastische kousen gedragen om het ontstaan van spataders of trombose te voorkomen.

## Rondbrei- en vlakbreikousen
Elastische kousen worden gebreid. Er worden vlakbrei- en rondbreikousen onderscheiden. Rondbreikousen worden buisvormig gebreid, en hebben dus geen naden. Voor vlakbreikousen wordt eerst een lap gebreid, waarvan een kous gemaakt wordt. Vlakbreikousen zijn stijver, zodat ze vochtophoping in het been beter tegengaan. Deze kousen hebben een naad op de kuit. Een vlakgebreide kous is makkelijker aan en uit te trekken dan een rondgebreide kous door de lengte-elasticiteit van de rondgebreide kous.

## Drukklasse
Elastische kousen worden tevens ingedeeld aan de hand van de hoeveelheid druk die op de enkel uitgeoefend wordt. Zie de tabel. Deze druk loopt richting de knie langzamerhand af. De benodigde hoeveelheid druk hangt af van de toestand van de patiënt, maar zal meestal klasse II of III zijn. Tijdens het dragen van een kous kan zich nog steeds extra vocht gaan ophopen. Ook als kousen een gelijke hoeveelheid druk geven, kunnen ze verschillen in het vermogen om uitrekken van de kous tegen te gaan, en daarmee de vorming van extra oedeem. Dit vermogen heet de stijfheid (stiffness).
| Compressieklasse | Enkeldruk (mm Hg) |
| ---------------- | ----------------- |
| A licht          | 10 - 14           |
| I mild           | 15 - 21           |
| II normaal       | 23 - 32           |
| III sterk        | 34 - 46           |
| IV extra sterk   | 49 -              |

De hierboven genoemde compressieklasse-indeling is conform de internationaal erkende standaard van de Duitse Gütezeichengemeinschaft Medizinische Kompressionsstrümpfe e.V..

## Maten
Het been wordt op een aantal vastgestelde punten gemeten, om de benodigde maat vast te stellen. De voorvoet heet A, de hielwreef heet Y, de enkel heet B, de overgang van achillespees naar de kuit heet B1, de kuit heet C en net onder de knie heet D, de knie heet E en bovenbeen ter plaatse van de lies heet G. Op deze wijze wordt de kniekous aangeduid als een AD-kous, een lange kous als een AG-kous. Kousen tot boven de knie zakken nogal eens af, of gaan plooien en knellen rond de knie. Hiervoor zijn oplossingen zoals een siliconenband, een heupbevestiging of een pantybroek te gebruiken.

## Verstrekking
De verstrekking van medische kompressiekousen vindt plaats volgens het zorgproces van (medische) hulpmiddelen.
| Processtap | Doel                                                                                | Classificatie                                                       | Benodigde informatie                                                                                         |
| ---------- | ----------------------------------------------------------------------------------- | ------------------------------------------------------------------- | --- |
| Indiceren  | Vaststellen van het hulpmiddel                                                      | ICPC en ICD-10                                                      | - Behandeldoelen/hulpdoelen als oplossing - Indicaties - Absolute contra-indicaties - Startmoment toepassing |
| Typeren    | Vaststellen van het programma                                                       | ICPC, ICD-10 en ICF                                                 | - Patiëntkenmerken van Eisen (PvE) - Producteigenschappen                                                    |
| Selecteren | Het selecteren van producten                                                        | EN 29999 (ISO 9999) en in de toekomst mogelijk de uitwerking ervan. | - Marktoverzicht met producteigenschappen per product                                                        |
| Leveren    | Aflevering met benodigde instructies ten behoeve van effectief en doelmatig gebruik |                                                                     | - Gebruiksaanwijzing - Waarschuwing en voorzorgsmaatregelen - Onderhoudsinstructie                           |
| Evalueren  | Controle effect hulpmiddel Eventueel bijstelling hulpmiddel                         |                                                                     | - Evaluatie effect in relatie tot het behandeldoel en het PvE                                                |